# یاسوهیرو اوکویاما
یاسوهیرو اوکویاما (انگلیسی: Yasuhiro Okuyama؛ زادهٔ ۲۱ نوامبر ۱۹۸۵) بازیکن فوتبال اهل ژاپن است.
از باشگاه‌هایی که در آن بازی کرده‌است می‌توان به باشگاه فوتبال جف یونایتد ایچیهارا چیبا اشاره کرد.